# Шаніна Шейк
Шаніна Шейк (англ. Shanina Shaik; нар. 11 лютого 1991, Мельбурн, Австралія) — австралійська супермодель.

## Біографія
Народилася 11 лютого 1991 року у Мельбурні, Австралія. Її мати литовського походження, батько — пакистанського. 
Вже з 8 років почала будувати модельну кар'єру, беручи участь в невеликих показах для місцевих марок Target nf K-Mart.
Навчаючись за прискореною програмою, закінчила школу на рік раніше. 

## Кар'єра
Після закінчення школи Шайк успішно взяла участь у конкурсі Girlfriend, який модель Еббі Лі Кершоу виграла роком раніше. Коли агенції були зацікавлені нею, вона була ще надто молода, щоб переїхати до Сіднея, і продовжувала брати участь в австралійському реаліті-шоу Make Me A Supermodel, посівши у підсумку друге місце.
Шаніна Шейк дебютувала в сезоні осінь-зима 2009 року у Нью-Йорку. Вона брала участь у показах від Lorick, Abaete, Shipley & Halmos, Mara Hoffman, Project Runway, Trovata и Richie Rich.
У своєму другому сезоні весна-літо 2010 року Шайк виходила на подіум для Catherine Malandrino, Betsey Johnson, Gerlan Jeans, Nary Manivong, Rachel Antonoff та Susan Woo.
Шайк з'являлася в каталогах Otto, Shop Bop, Urban Outfitters, Macys, Alloy, Bloomingdales, JC Penny, Seafolly, Avon, Intermix, Lovable, Burda Style, Spiegel, Free People, Sasha Samuel и Ann Taylor. Після підписання контракту з агентством New York Model Management, Шайк з'являється на сторінках Men's Health і Seventeen Magazine, а також Orlando Style Magazine, Level Magazine, Philadelphia Style Magazine, 2 Wheeler Tuner Magazine, Tu Style та Zink Magazine.
У 2010 році взяла участь у показі колекції весна-літо 2011 для бренду Project Runway і L.A.M.B.
У 2011 році підписала контракт з іншим агентством — NEXT Model Management. Незабаром після цього взяла участь у фотосесіях для каталогу Intimissimi і австралійського взуттєвого бренду RMK. Крім цього, працювала брендами Avon, Macys, Bloomingdales, Olay, Seafolly, Spiegel, JC Penny, Free People і Sasha Samuel.
Також у 2011 брала участь в Victoria's Secret Fashion Show, поряд з такими моделями як Міранда Керр, Сара Стівенс, Еліз Тейлор та Еббі Лі Кершоу.
У 2012 році брала участь у показах на Тижні моди в Австралії, продемонструвавши колекцію весна-літо 2012 року від Guanabana, Karen Neilson, L.A.M.B., Lisa Blue, L Project Runway, Kirrily Johnston, Roopa Pemmaraju, Terri Donna та інших. Шейк також виходила на подіум у Парижі, на показі колекції Chanel Pre-Fall 2012 року.
У 2012 році Шаніна Шейк з'явилася в каталозі Victoria's Secret і Bonds. Неодноразово з'являлася на обкладинках модних журналів.